# Hong De-Yuan
Hong De-Yuan (kinesiska: 洪德元; pinyin: Hóng Déyuán), född 1936 i Jixi i provinsen Anhui, är en kinesisk botaniker.
Auktorsnamnet D.Y.Hong kan användas för Hong De-Yuan i samband med ett vetenskapligt namn inom botaniken; se Wikipediaartiklar som länkar till auktorsnamnet.